# Duas Chinas

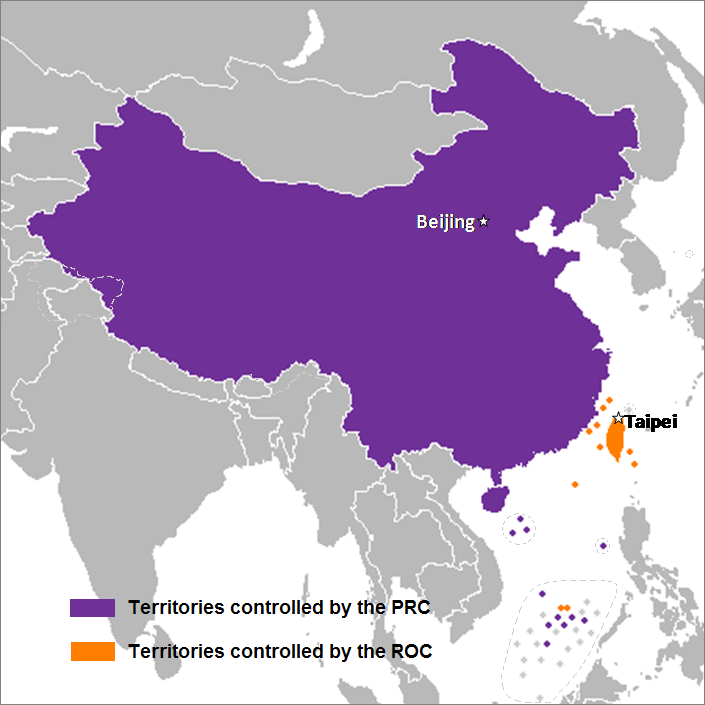
Território controlado pela República Popular da China (roxo) e pela República da China (laranja). O tamanho das pequenas ilhas foram exagerados neste mapa para facilitar a identificação.

O termo Duas Chinas (chinês tradicional: 兩個中國, chinês simplificado: 两个中国, pinyin: liǎng gè Zhōngguó/liǎng ge Zhōngguó) refere-se à situação atual em que duas entidades políticas nomeiam a si mesmas como "China":
- República Popular da China, popularmente conhecida como "China", criada em 1949, controlando a China continental e duas regiões administrativas especiais: Hong Kong e Macau.
- República da China, que controlou a China continental desde o seu estabelecimento em 1911/1912 até 1949. Desde o final de 1949, quando perdeu o controle da China continental na Guerra Civil Chinesa, a República da China controla apenas a Ilha Formosa e alguns grupos de ilhas próximas, e atualmente é conhecida como "Taiwan".

## Situação atual

Mapa mostrando a política de uma China na prática.
República Popular da China (PRC)
Nações que reconhecem a RPC como o governo legítimo da China.
Nações que reconhecem a RPC como o governo legítimo da China, mas com relações informais com Taiwan.
República da China
Nações que reconhecem a República da China como o governo legítimo da China.
Estados sem posição indicada no momento.

A República Popular da China (que administra a China continental) e a República da China (que administra Taiwan) oficialmente não reconhecem a soberania mutua. A posição oficial de ambos os governos permanecem de que existe apenas uma entidade soberana na China, e que cada uma delas representa o governo legítimo de toda a China - incluindo a China continental e Taiwan - e a outra é ilegítima. No entanto, nos últimos anos, a retórica dos dois governos têm divergido significativamente sobre a questão das "Duas Chinas" ou de "Uma China, Um Taiwan".